# Unica (Antonello Venditti)
Unica è il diciassettesimo album in studio del cantautore italiano Antonello Venditti, uscito il 29 novembre 2011 e pubblicato dalla Heinz Music. 

## Descrizione
(Dalle note dell'album)
Prodotto da Alessandro Colombini e Antonello Venditti, è stato anticipato dal singolo che dà il titolo all'omonimo album: Unica (Mio danno ed amore) che è entrato in circolazione radiofonica il 28 ottobre 2011 arrivando alla posizione numero 9 in classifica. Protagonista del videoclip è ancora una volta il figlio Francesco.
Partecipano al disco gli amici Carlo Verdone che suona la batteria nel brano La ragazza del lunedì (Silvio) e Gato Barbieri che suona il sassofono in E allora canta!. Il brano Ti ricordi il cielo è stato scritto da Venditti insieme al cantautore Pacifico. L'album entra in classifica dopo la prima settimana direttamente al 6º posto.

## Promozione
Il 1º marzo 2012 a Montesilvano si è svolta la data zero del tour in supporto all'album. La tournée parte ufficialmente da Roma l'8 e il 9 marzo e ha una tappa speciale il 9 luglio all'Arena di Verona con Io, l'orchestra, le donne e l'amore. Questo evento ha visto Venditti accompagnato dalla Marco Sabiu Orchestra, Annalisa e Chiara Civello.
L'evento è stato successivamente immortalato nell'album dal vivo Io, l'orchestra, le donne e l'amore.

## Tracce
1. E allora canta! – 5:05
2. Unica (Mio danno ed amore) – 3:57
3. Oltre il confine – 3:58
4. Ti ricordi il cielo – 3:57
5. Forever – 4:16
6. Come un vulcano – 3:25
7. Cecilia – 4:02
8. Non ci sono anime – 4:26
9. La ragazza del lunedì (Silvio) – 3:14

## Riconoscimenti
L'Album nel 2012 riceve il Premio Lunezia per le qualità musical-letterarie .

## Formazione
- Antonello Venditti - voce
- Carlo Verdone - batteria in La ragazza del lunedì (Silvio)
- Toti Panzanelli, Carlo Fadini, Giovanni Risitano, Maurizio Perfetto - chitarra
- Alessandro Canini - batteria
- Fabio Pignatelli - basso
- Alessandro Centofanti - pianoforte, tastiera e organo Hammond
- Beppe Arena - archi
- Danilo Cherni - tastiera
- Bruno Zucchetti - pianoforte e tastiera
- Amedeo Bianchi - sax
- Gato Barbieri - sax alto in E allora canta!
- Julia St. Louis, Sandy Chambers - cori

## Classifiche

### Classifiche settimanali
| Classifica (2011) | Posizione massima |
| ----------------- | ----------------- |
| Italia            | 6                 |

### Classifiche di fine anno
| Classifica (2011) | Posizione |
| ----------------- | --------- |
| Italia            | 32        |
| Classifica (2012) | Posizione |
| Italia            | 62        |